# Юсафат Мендес
Юсафат Вудінг Мендес (швед. Josafat Wooding Mendes, нар. 31 грудня 2002, Стокгольм, Швеція) — шведський футболіст конголезького походження, захисник португальського клубу «Брага» та національної збірної Швеції.

## Ігрова кар'єра

### Клубна
Юсафат Мендес є вихованцем стокгольмського клубу АІК, де він грав за молодіжну команду в період з 2014 по 2020 роки. У 2021 році футболіст приєднався до іншого столичного клубу - «Гаммарбю», з яким підписав дворічний контракт. Але виступав лише за фарм - клуб у Третьому дивізіоні. За першу команду Мендес грав лише у матчах Ліги конференцій.
По закінченню сезону 2021 року Мендес повернувся до свого колишнього клубу АІК, підписавши контракт на чотири роки,який вступав у дію з початку 2022 року. Відігравши сезон у Аллсвенскан, в січні 2023 року Мендес перейшов до португальського клубу «Брага», з яким підписав контракт на п'ять з половиною років. Першу гру в новій команді захисник провів у квітні 2023 року у рамках Кубка Португалії.

### Збірна
З 2018 року Юсафат мендес є гравцем юнацької та молодіжної збірних Швеції. 12 січня 2023 року у товариському матчі проти Ісландії Мендес дебютував у складі національної збірної Швеції.

## Титули і досягнення
- Володар Кубка португальської ліги (1):

«Брага»: 2023-24
- Чемпіон Швейцарії (1):

«Базель»:  2024-25
- Володар Кубка Швейцарії (1):

«Базель»: 2024-25